# Sportinformation Si
Die Sportinformation Si AG (Si) war die nationale Sportnachrichtenagentur der Schweiz. Sie wurde 1922 als Einzelfirma gegründet und war am Ende eine Aktiengesellschaft im Besitze der Schweizerischen Depeschenagentur (sda). Per 1. Januar 2016 wurde sie als Sportredaktion in die sda integriert.

## Allgemeines
Der Fokus der Si lag auf den grossen Publikumssportarten (Fussball, Eishockey, Ski alpin, Formel 1, Tennis und Leichtathletik). Darüber hinaus vermeldete sie Nachrichten zu allen in der Swiss Olympic Association vertretenen Sportarten bei relevanten Ereignissen und hatte Zugriff auf ein bis ins 19. Jahrhundert zurückreichendes Archiv mit historischen Quellen und Daten. (Das gleiche gilt seit der Fusion in die sda für sda-Sport.)
In Zürich (20) und Genf (8) arbeiteten zum Zeitpunkt der Fusion total 28 Redaktoren und Redaktorinnen, dazu waren je zwei Personen für das Archiv und für das Sekretariat angestellt; sie wurden alle von sda-Sport übernommen.

## Geschichte

### Gründung
Arnold Wehrle senior (1899–1975), damals Mitarbeiter in der Annoncenagentur Orell Füssli und gelegentlich Verfasser von Sportnachrichten, gründete das «Zürcher Sportnachrichten-Bureau» 1922 in Zürich im Alter von nur 23 Jahren als Einzelfirma. Ermuntert wurde er dazu von Jakob Welti von der Neuen Zürcher Zeitung, der eine Verteilzentrale für Sportnachrichten vorschlug. 1923 benannte Wehrle das Büro in «Schweizer Sportnachrichten-Bureau», 1924, basierend auf seiner Telegrammadresse «Sportinformat», in «Sportinformation» (Si) um und trug es 1925 so im Handelsregister ein. 1929 wurde die Firma aufgrund des Zusammenarbeitsvertrages mit der Schweizerischen Depeschenagentur, die bis dann den Sport nur am Rande behandelt hatte, in eine Kollektivgesellschaft mit Mehrheit der sda überführt und 1940 in eine GmbH umgewandelt. Sie hatte rasch Erfolg; waren es zu Beginn vier Abonnenten, kamen laufend weitere hinzu, bei den Olympischen Winterspielen in St. Moritz 1928 übermittelte die Si bereits elf ausländischen Agenturen das Nachrichtenmaterial. Auch war bald eine Filiale in der Westschweiz, erst in Neuenburg mit Georges Perrin, dann in Genf mit Edouard Filliol, gegründet worden.
Gegen Ende der dreissiger Jahre stellte sich die Si in den Dienst der neugegründeten Sport-Toto-Gesellschaft (Übertragung der laufenden Fussballresultate in die Stadien) und bediente ab 1954 dessen Zentrale. Sie kämpfte 1940 für ein Schweizerisches Sportabzeichen und für die Gründung des Schweizerischen Instituts für Leibesübungen. Dieses übertrug der Si 1946 die Gestaltung des nationalen Sportkalenders.

### Nachkriegszeit
1948 führte die Si einen separaten Schiessdienst, 1951 einen Aviatikdienst, 1962 einen Artikeldienst und 1969 einen separaten Dienst für Motor und Verkehr ein. Ab 1949 wurden die Nachrichten per Telex übermittelt, ab 1962 per Simultanfernschreiber (1968 für die Kunden in der Westschweiz und im Tessin), 1994 über das Satellitennetz der sda und seit 2004 über deren Intranet.
1955 kam das Fernsehen als wichtiger Kunde hinzu. Im gleichen Jahr wurde der Telefon-Sportnachrichtendienst auf der Rufnummer 164 eingeführt, der rasch ein wichtiges Standbein der Agentur wurde. Durch die technische Entwicklung des Radios und des Internets verlor er in letzter Zeit jedoch an Bedeutung. 1976 wurde die Gesellschaft in eine Aktiengesellschaft umgewandelt, bei der die sda anfangs eine Mehrheit, ab 1986 100 % des Aktienkapitals hielt.
Arnold Wehrle führte seine beiden Söhne Arnold jun. (1924–1991) und Walter (1926–2013) früh in die Firma ein. Beide mussten schon als Knaben Kurierdienste leisten. Arnold Wehrle trat 1942 mit 18 Jahren als Stagiaire in die Redaktion ein und war dann von 1945 bis 1948 Sportsekretär beim Kurverein St. Moritz zur Vorbereitung der Olympischen Winterspiele 1948, bevor er wieder zur Si zurückkehrte. Walter Wehrle junior begann seinen Stage im Jahr 1946. Arnold war eher für den journalistischen Bereich tätig, Walter für den administrativen, bis die Brüder feststellten, dass die Talente genau umgekehrt lagen. Folgerichtig wurde Arnold Wehrle nach der Pensionierung des Vaters 1964 Gesamtleiter und Walter Wehrle junior Chefredaktor.
Mitte 1986 (Arnold) bzw. Ende 1986 (Walter) traten die Brüder Wehrle zurück, und die sda übernahm die leitenden Positionen mit Theo Zingg als Präsident und Bernard Reist als Chefredaktor und Direktor. In den 1990er und 2000er Jahren wurde Peter A. Frei dann zur prägenden Figur der Si, der 1993, von der Fachzeitung Sport herkommend, Direktion und Chefredaktion übernahm. 2009 wurde er zum Präsidenten des Verwaltungsrats gewählt und 2011, nach seinem Rücktritt, zum Ehrenpräsidenten.
Die Si stellte von Anfang an eine Besonderheit dar, indem sie neben dem 1945 gegründeten deutschen Sport-Informations-Dienst (SID) weltweit die einzige Nachrichtenagentur war, die sich auf den Sport konzentrierte.
Per 1. Januar 2016 wurde die Si als Sportredaktion in die Muttergesellschaft sda integriert und als Firma damit liquidiert. Die Sportredaktion der sda übernimmt seither die Aufgaben der vorherigen Si in identischer Weise.

### Chefredaktoren
- 1922–1964 Arnold Wehrle senior
- 1964–1986 Walter Wehrle junior
- 1986–1989 Bernard Reist
- 1989–2009 Peter A. Frei
- 2009–2013 Peter Lerch
- 2014–2015 Roman Eberle

### Direktoren
- 1922–1964 Arnold Wehrle senior
- 1964–1986 Arnold Wehrle
- 1986–1989 Bernard Reist
- 1989–2008 Peter A. Frei
- 2009–2009 Jolanda van de Graaf
- 2009–2015 Markus Schwab (als Delegierter)

### Präsidenten der Aktiengesellschaft
- 1976–1986 Arnold Wehrle
- 1986–1993 Theo Zingg
- 1993–2005 Fritz Latscha
- 2005–2008 Peter Müller
- 2008–2009 Bernard Maissen
- 2009–2011 Peter A. Frei (danach Ehrenpräsident)
- 2011–2015 Markus Schwab